# Іскеле (Анталія)
Мечеть Іскеле (тур. Iskele Camii) — невелика мечеть в місті Анталія в Туреччині. Розташована на березі яхтової гавані, поруч з морем. Мечеть побудована з каменю наприкінці XIX століття. Конструкція має чотири колони, між якими б'є джерело.